# Jean-François Dumoulin
Pour les articles homonymes, voir Dumoulin.
Jean-François Dumoulin est un pilote automobile né le 5 mai 1976 à Trois-Rivières, Québec, au Canada. Il est le frère de Louis-Philippe Dumoulin.

## Biographie
Spécialiste des circuits routiers, il débute en Formule Ford en 1995. En 2002, il est champion de la série Grand-Am Continental Tire Sports Car Challenge ST et l’année suivante de la Grand-Am Continental Tire Sports Car Challenge GS.
Premier québécois à remporter deux fois les 24 Heures de Daytona en 2004 (catégorie SGS) et 2007 (catégorie GT).
En 2004, il tâte pour la première fois du stock-car en circuit routier en participant à l’épreuve FASCAR au Grand Prix de Trois-Rivières avec les pilotes de la série IMAX Québec LMS. Il décroche la pole position mais est contraint à l’abandon sur ennuis mécaniques en course après avoir dominé facilement le début de la course.
Il répète l’expérience en 2006 en CASCAR Super Series au circuit Gilles-Villeneuve à Montréal. À partir de 2007, il participe au Grand Prix de Trois-Rivières en NASCAR Canadian Tire. En 2011, il participe à cinq épreuves en circuits routiers dans cette série.
En 2009, il mène sans doute la plus spectaculaire course de sa carrière au circuit Gilles-Villeneuve lors de sa première course en NASCAR Nationwide en terminant septième au volant d’une voiture lourdement endommagée, en étant parti de la 35e position.